# 12599 Singhal
12599 Singhal eller 1999 RT160 är en asteroid i huvudbältet som upptäcktes den 9 september 1999 av LINEAR i Socorro County, New Mexico. Den är uppkallad efter Akshat Singhal.